# 로열 골드 메달
로열 골드 메달(Royal Gold Medal)은 영국 왕립 건축가 협회 (Royal Institute of British Architects)에서 뛰어난 건축가에 주어지는 상으로, 약 150년에 이르는 역사를 가지고있다. RIBA 골드 메달(RIBA Gold Medal)도 불리고 있다.

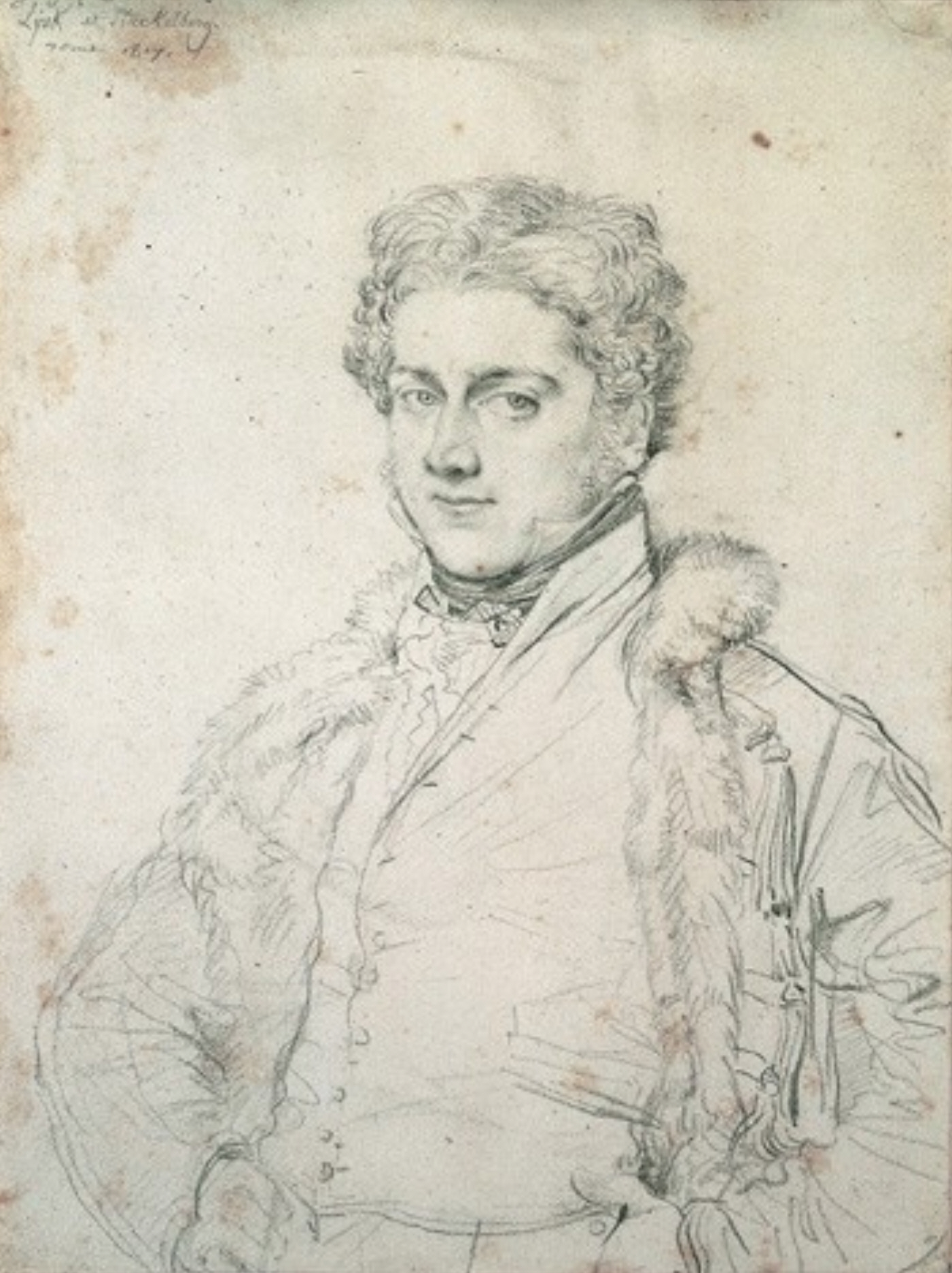
1948년, 로열 골드 메달의 첫 번째 수상자인 영국의 건축가 찰스 로버트 콕카렐